# Fotbalová reprezentace Burkiny Faso
Fotbalová reprezentace Burkiny Faso reprezentuje Burkinu Faso na mezinárodních fotbalových akcích, jako je mistrovství světa nebo Africký pohár národů. Tato reprezentace do roku 1984 soutěžila pod názvem Horní Volta.
Na Africkém poháru národů 2013 v Jihoafrické republice dokráčela Burkina Faso až do finále proti Nigérii, kde podlehla soupeři 0:1.

## Mistrovství světa
| Rok    | Účast                                           | Soupisky |
| ------ | ----------------------------------------------- | -------- |
| 1962   | Bez účasti                                      |          |
| 1966   | Bez účasti                                      |          |
| 1970   | Bez účasti                                      |          |
| 1974   | Bez účasti                                      |          |
| 1978   | Nepostoupili z kvalifikace                      |          |
| 1982   | Bez účasti                                      |          |
| 1986   | Bez účasti                                      |          |
| 1990   | Nepostoupili z kvalifikace                      |          |
| 1994   | Vzdali                                          |          |
| 1998   | Nepostoupili z kvalifikace                      |          |
| 2002   | Nepostoupili z kvalifikace                      |          |
| 2006   | Nepostoupili z kvalifikace                      |          |
| 2010   | Nepostoupili z kvalifikace                      |          |
| 2014   | Nepostoupili z kvalifikace                      |          |
| 2018   | Nepostoupili z kvalifikace                      |          |
| 2022   | Nepostoupili z kvalifikace                      |          |
| Celkem | Účast – 0× Zlato – 0×, Stříbro – 0×, Bronz – 0× |          |